# Kym Howe
Kym Michelle Howe (* 12. Juni 1980 in Perth) ist eine ehemalige australische Stabhochspringerin.
2002 gewann sie Silber bei den Commonwealth Games in Manchester. Bei den Olympischen Spielen 2004 in Athen schied sie in der Qualifikation aus.
2006 siegte sie bei den Commonwealth Games in Melbourne, 2007 wurde sie Elfte bei den Leichtathletik-Weltmeisterschaften in Osaka.
2004 und 2007 wurde sie Australische Meisterin.

## Bestleistungen
- Stabhochsprung: 4,65 m, 30. Juni 2007, Saulheim
  - Halle: 4,72 m, 10. Februar 2007, Donezk